# Gargenville
Gargenville là một xã ở tỉnh Yvelines trong vùng Île-de-France. Đây là một xã nằm dọc theo sông Seine, 45 km về phía tây của Paris. Cùng với Issou, xã này tạo thành một khu đô thị có khoảng 10.000 dân.
Người dân địa phương trong tiếng Pháp gọi là Gargenvillois.

## Danh sách các thị trưởng

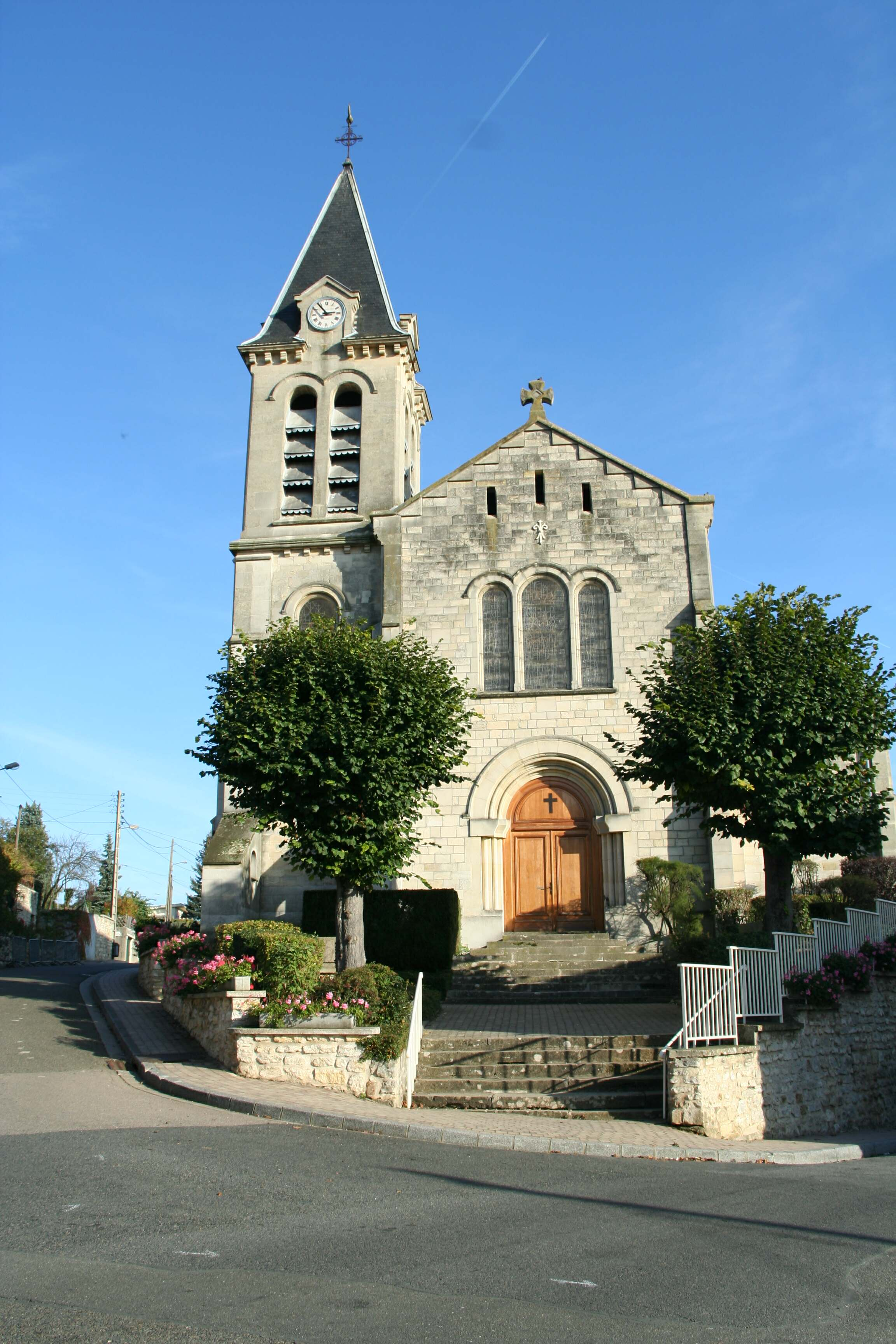
Nhà thờ Saint-Martin

| Nhiệm kỳ                    | Tên                  |
| 2008                        | Pierre Marie Darnaut |
| 2004-2008                   | Nicole Delpeuch      |
| 1971-2004                   | André Samitier       |
| 1960-1971                   | Charles-Henri Jorre  |
| 1958-1960                   | Jean-Pierre Ancelin  |
| 1953-1958                   | Victor Beaufils      |
| 1947-1953                   | Fernand Monnet       |
| 1944-1947                   | Georges Chérel       |
| 1939-1944                   | Julien Willemez      |
| Số liệu trước đây không rõ. |                      |